# ОАР на Олимпийских играх
Объединённая Арабская Республика принимала участие в 3 летних Олимпийских играх: в 1960 году в Риме, в 1964 году в Токио и в 1968 году в Мехико. В зимних Олимпийских играх ОАР никогда не участвовала. После распада конфедерации в 1961 году, Сирия начала выступать на Олимпийских играх как самостоятельное государство, а Египет продолжал выступать на Олимпийских играх под названием ОАР до Игр в Мюнхене в 1972 году.